# The Bard's Tale III: Thief of Fate
The Bard's Tale III: Thief of Fate je videohra žánru RPG/dungeon vytvořená americkou společností Interplay Entertainment a vydaná firmou Electronic Arts v roce 1988. Jedná se zároveň o třetí díl videoherní triogie z 80. let 20. století, která pokračovala po třiceti letech čtvrtou částí s názvem The Bard's Tale IV: Barrows Deep.

## Popis
The Bard's Tale III: Thief of Fate je fantasy dungeon ve stylu her ze série Wizardry. Hráč si sestaví družinu dobrodruhů z max. sedmi postav, které mohou být různé rasy a mít různá povolání. Přibyla dvě kouzlící povolání: geomancer a chronomancer a také automapping. Hrdinové navštíví exotičtější země než v předchozích dílech, neboť každý úkol se odehrává v jiném universu: lesním světě, mechanickém světě plném robotů, zamrzlé pustině a také se lze ocitnout prostřednictvím cestování časem v různých obdobích na Zemi – od starověkého Říma až po nacistické Německo potažmo sovětský Stalingrad.
Hráč si může převést kompletní družinu z předchozích dílů The Bard's Tale I a The Bard's Tale II nebo dokonce z prvních tří her série Wizardry či RPG Ultima III: Exodus (1983) a Ultima IV: Quest of the Avatar (1985).

## Příběh
Během oslav vítězství nad zlým černokněžníkem Mangarem přijde hrdinům psaní od umírajícího muže. Stojí v něm, že Mangarův pán, šílený bůh Tarjan sestoupil na zem a jím seslané nestvůry zničily městečko Skara Brae. Ani královští paladinové a arcimágové nic nezmohou. Úkolem statečné party dobrodruhů je porazit Tarjana.